# Ragnar Malm
Pour les articles homonymes, voir Malm.
Ragnar Malm (né le 14 mai 1893 à Stockholm et mort le 30 mars 1959 à Uppsala) est un coureur cycliste suédois, médaillé lors des Jeux olympiques de 1912, 1920 et 1924.
Lors des Jeux de 1912 à Stockholm, il a remporté la médaille d'or de la course sur route par équipe, prenant la huitième place de la course individuelle et ses coéquipiers les septième, neuvième et dixième places. Aux Jeux olympiques de 1920 à Anvers, il s'est classé septième de la course individuelle et a obtenu la médaille d'argent du classement par équipes. Aux Jeux de 1924 à Paris, l'équipe de Suède a obtenu la médaille de bronze et Ragnar Malm s'est classé 17e de la course individuelle.

## Palmarès
- 1912
  -  Champion olympique de la course par équipes (avec Algot Lönn, Erik Friborg et Axel Persson)
  -  Champion de Suède du 100km contre-la-montre
  - 8e de la course en ligne des Jeux olympiques
- 1913
  -  Champion de Suède du 10km contre-la-montre par équipes
- 1914
  - 2e de la Skandisloppet
- 1915
  - Champion des Pays nordiques du contre-la-montre
  - Skandisloppet
- 1917
  - Skandisloppet
- 1918
  -  Champion de Suède du contre-la-montre
  -  Champion de Suède du 10km contre-la-montre par équipes
  - Skandisloppet
- 1919
  -  Champion de Suède du 10km contre-la-montre par équipes
  - Skandisloppet
- 1920
  -  Champion de Suède du 100km contre-la-montre
  -  Champion de Suède du 100km contre-la-montre par équipes
  -  Champion de Suède du 10km contre-la-montre par équipes
  -  Médaillé d'argent de la course par équipes aux Jeux olympiques
  - 7e de la course en ligne aux Jeux olympiques
- 1921
  -  Champion de Suède du 100km contre-la-montre
  - 2e du championnat des Pays nordiques du contre-la-montre
  - 5e du championnat du monde sur route amateurs
- 1922
  -  Champion de Suède du 100km contre-la-montre
  - Skandisloppet
  - 10e du championnat du monde sur route amateurs
- 1924
  - Skandisloppet
  -  Médaillé de bronze de la course par équipes aux Jeux olympiques
- 1925
  - Sex-Dagars